# 奧斯尼爾·查爾斯·馬許
奧塞內爾·查利斯·馬什（英語：Othniel Charles Marsh，1831年10月29日—1899年3月18日）是一位美国古生物學家，曾任美国国家科学院院长，他發現並命名了許多出土於美國西部的化石。

## 生平
馬什出生於紐約州洛克波特。1860年從耶魯學院畢業，並且前往雪菲爾科學學校（Sheffield Scientific School）研讀地質學與礦物學。之後又到到柏林、海德堡與弗羅茨瓦夫研究古生物學與解剖學。1866年，馬什回到美國，成為耶魯大學的脊椎動物古生物學家。他的叔叔美国慈善家乔治·皮博迪出钱为他在耶魯大學建立關於自然史的皮博迪自然史博物馆。1871年5月，馬什發現了第一具美洲翼龍的化石。同時他也發現了早期馬類的遺骸。馬什描述了一些白堊紀有齒鳥類（例如魚鳥與黃昏鳥）、飛行爬蟲類，以及侏儸紀恐龍（例如劍龍:13、腕龍:13、異特龍與迷惑龍:13）與白堊紀恐龍（例如三角龍）。
19世紀末，馬什與當時的另一位古生物學家愛德華·德林克·科普展開了一場激烈的化石發現競賽，又稱為「化石战争」，他們倆人在這段期間發現了超過130個恐龍物種。
馬什於1899年逝世，安葬於紐哈芬的園林街墓園（Grove Street Cemetery）

## 外部連結
- . University of California Museum of Paleontology.   [2007-03-07]. （原始内容存档于2021-02-14）.

- . Lefalophodon. National Center for Ecological Analysis and Synthesis.   [2007-03-07]. （原始内容存档于2007-02-07）.